# Tectosilicato

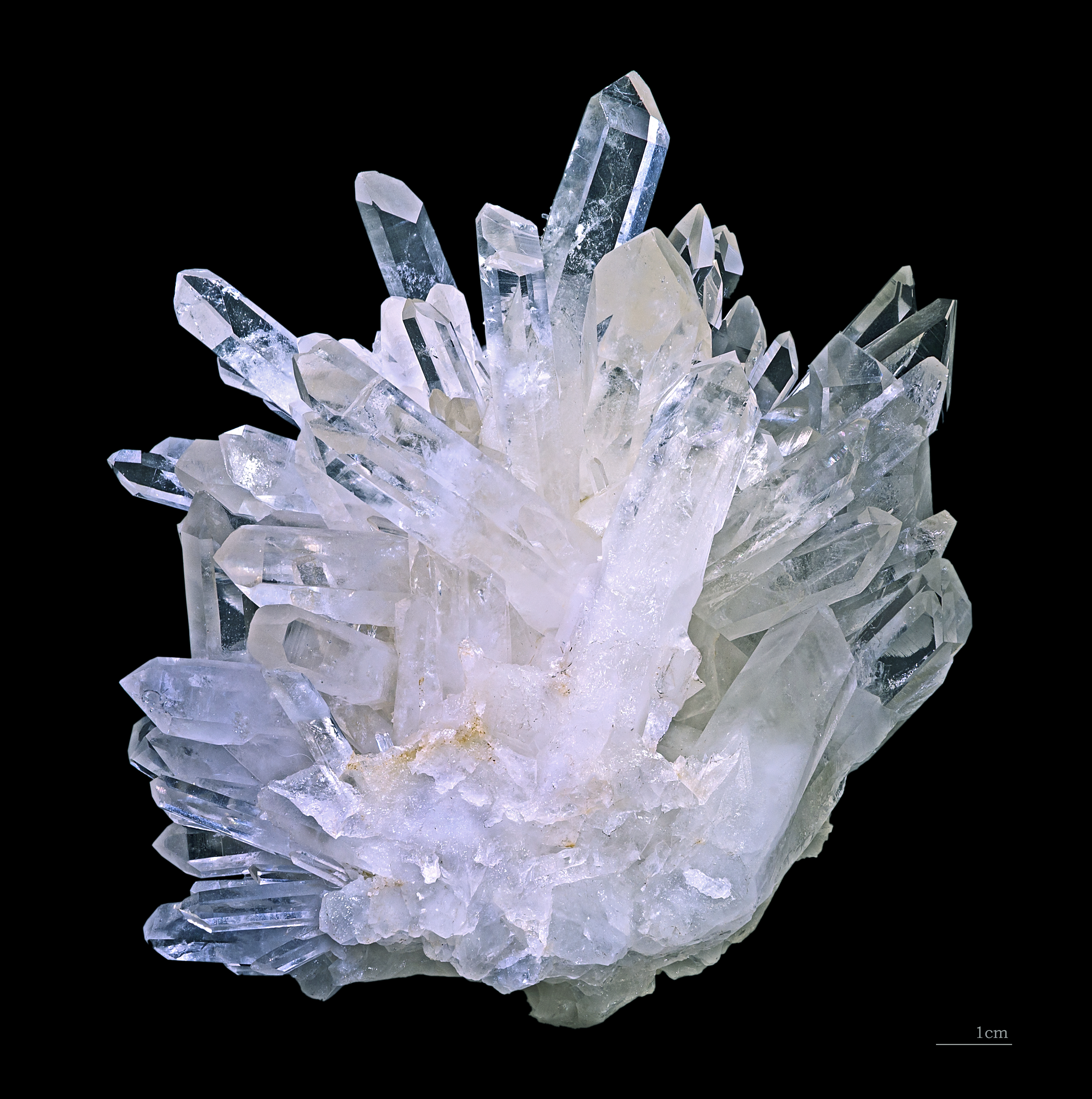
Quarzo

I tectosilicati o tettosilicati (dal greco tecton, costruttore) sono silicati caratterizzati da una struttura di tetraedri uniti in gruppi di quattro ove due tetraedri sono orientati verso il basso e due verso l'alto, formando la caratteristica struttura definita a doppio collo d'oca, ogni tetraedro condivide tutti e 4 gli atomi di ossigeno presenti nel monomero base dei silicati (SiO44-). La formula chimica è SiO2. I tettosilicati costituiscono oltre il 60% della crosta terrestre.
Alcuni tettosilicati importanti sono le zeoliti, i feldspati, i feldspatoidi ed i minerali della silice.

## Gruppo della silice-SiO2
Una impalcatura di SiO2 che non contiene altre unità strutturali è elettricamente neutra. Vi sono nove diverse modalità di impalcatura che corrispondono ai nove polimorfi del composto SiO2. Ognuno di questi polimorfi ha il suo gruppo spaziale, dimensioni della cella elementare, morfologia caratteristica ed energia reticolare. I polimorfi naturali principali del composto SiO2 si dividono in tre categorie strutturali: quarzo-α che ha la simmetria più bassa e la struttura più compatta; tridimite-α con una simmetria più elevata e una struttura più aperta; e infine la cristobalite-α che possiede la simmetria massima e la struttura meno compatta. Questi polimorfi sono legati tra loro da trasformazioni ricostruttive che richiedono considerevoli quantità di energia. Le temperature delle inversioni ricostruttive variano ampiamente e dipendono dalla velocità e direzione del cambiamento di temperatura. Ognuno dei tre tipi strutturali ha anche un'inversione da una fase di alta temperatura ad una di bassa. Per questo esistono le fasi quarzo-β e α, tridimite-β e α e cristobalite-β e α.
Esempi di tectosilicati sono:
- Quarzo – SiO2
- Tridymite – SiO2
- Cristobalite – SiO2
- Coesite – SiO2
- Stishovite – SiO2
- Moganite – SiO2
- Calcedonio – SiO2
- Microclino– KAlSi3O8
- Ortoclasio – KAlSi3O8
- Anortoclasio – (Na,K)AlSi3O8
- Sanidino – KAlSi3O8
- Albite – NaAlSi3O8
- Oligoclasio – (Na,Ca)(Si,Al)4O8 (Na:Ca 4:1)
- Andesina – (Na,Ca)(Si,Al)4O8 (Na:Ca 3:2)
- Labradorite – (Ca,Na)(Si,Al)4O8 (Na:Ca 2:3)
- Bytownite – (Ca,Na)(Si,Al)4O8 (Na:Ca 1:4)
- Anortite – CaAl2Si2O8·
- Natrolite – Na2Al2Si3O10·2H2O
- Erionite – (Na2,K2,Ca)2Al4Si14O36·15H2O
- Cabasite – CaAl2Si4O12·6H2O
- Heulandite – CaAl2Si7O18·6H2O
- Stilbite – NaCa2Al5Si13O36·17H2O
- Scolecite – CaAl2Si3O10·3H2O
- Mordenite – (Ca,Na2,K2)Al2Si10O24·7H2O